# Chiesa di Sant'Emiliano (Villanova Monferrato)
La chiesa di Sant'Emiliano è la parrocchiale di Villanova Monferrato, in provincia di Alessandria e diocesi di Casale Monferrato; fa parte dell'unità pastorale San Giovanni Paolo II.

## Storia
L'originaria cappella di Villanova venne fondata intorno al 660 da Emiliano dei conti Vialardi, che poi divenne vescovo di Vercelli un quarantennio dopo; si ignora quando venne consacrata, anche se per tradizione si tramanda il giorno 22 novembre.
In un atto di papa Nicolò IV datato 1292 si legge per la prima volta l'intitolazione a Sant'Emiliano, mentre grazie ad un documento di sette anni dopo si conosce che la cappella villanovese dipendeva dalla pieve di Balzola.
L'edificio venne ricostruito nel XV secolo e nel 1474 entrò a far parte della diocesi di Casale Monferrato; in epoca barocca esso fu nuovamente rimaneggiato e dotato di un portico e nel 1783 si provvide a sopraelevare la torre campanaria.
Nella seconda metà dell'Ottocento la parrocchiale venne interessata da un intervento di rifacimento, condotto su progetto dell'architetto Edoardo Arborio Mella; in quest'occasione furono ricostruiti il presbiterio, la sagrestia e nel 1873 la facciata rifatta in stile gotico e si ampliarono le navate: dalle tre originarie furono portate a cinque.. 
Il campanile venne rimaneggiato nel 1968 e due anni dopo nel presbiterio fu installato il nuovo altare rivolto verso l'assemblea; nel 1985 si procedette alla ristrutturazione della facciata e all'inizio del terzo millennio la chiesa venne restaurata a più riprese.

## Descrizione

### Esterno
La neogotica facciata a salienti della chiesa, rivolta a sudovest, è tripartita da quattro paraste, abbellite da una bicromia rosso/bianco e coronate da pinnacoli, e presenta in basso i tre portali d'ingresso lunettati e, sopra, il rosone e due finestre a sesto acuto; sotto la linea di gronda corre una fila di archetti pensili.
Annesso alla parrocchiale è il campanile a base quadrata, scandito da lesene; la cella presenta su ogni lato una monofora ed è coperta dal tetto a quattro falde.

### Interno
L'interno dell'edificio è spartito da pilastri cruciformi, sorreggenti degli archi, in tre navate, che sono suddivise in quattro campate e sulle quali si affacciano le cappelle laterali; al termine dell'aula si sviluppa il presbiterio, rialzato di tre gradini e chiuso dall'abside.

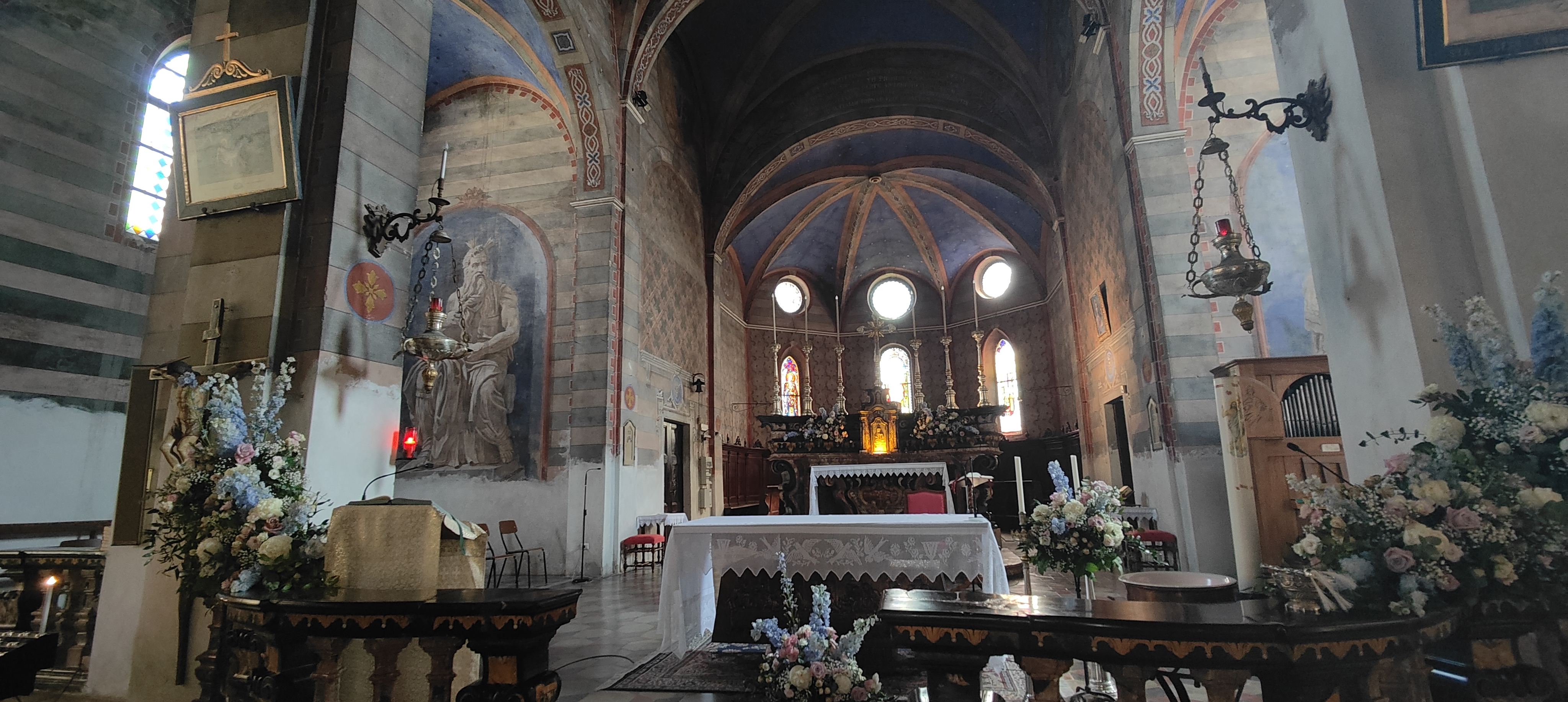
Particolare dell'altare maggiore

Qui sono conservate diverse opere di pregio, tra le quali il marmoreo altar maggiore, costruito nel XVIII secolo, gli affreschi ritraenti Re David con la cetra, gli Evangelisti e Mosè, eseguiti nel XIX secolo da Emilio Massaza, la settecentesca statua in stucco della Madonna del Rosario col Bambino, le due tele raffiguranti l'Immacolata e la Madonna col Bambino e i Santi Emiliano, Giorgio e Vincenzo Ferreri, realizzate nel 1843 da Antonio Caboni, la Via Crucis, di inizio Ottocento, l'organo, costruito dalla ditta Lingiardi tra il 1880 e il 1881, il seicentesco pulpito, le due statue lignee raffiguranti la Madonna del Carmine e l'Addolorata, la tela don soggetto la Pietà coi Santi Francesco e Carlo, risalente al Seicento, la coeva statuetta di San Michele e l'affresco della Trinità con l'Immacolata.

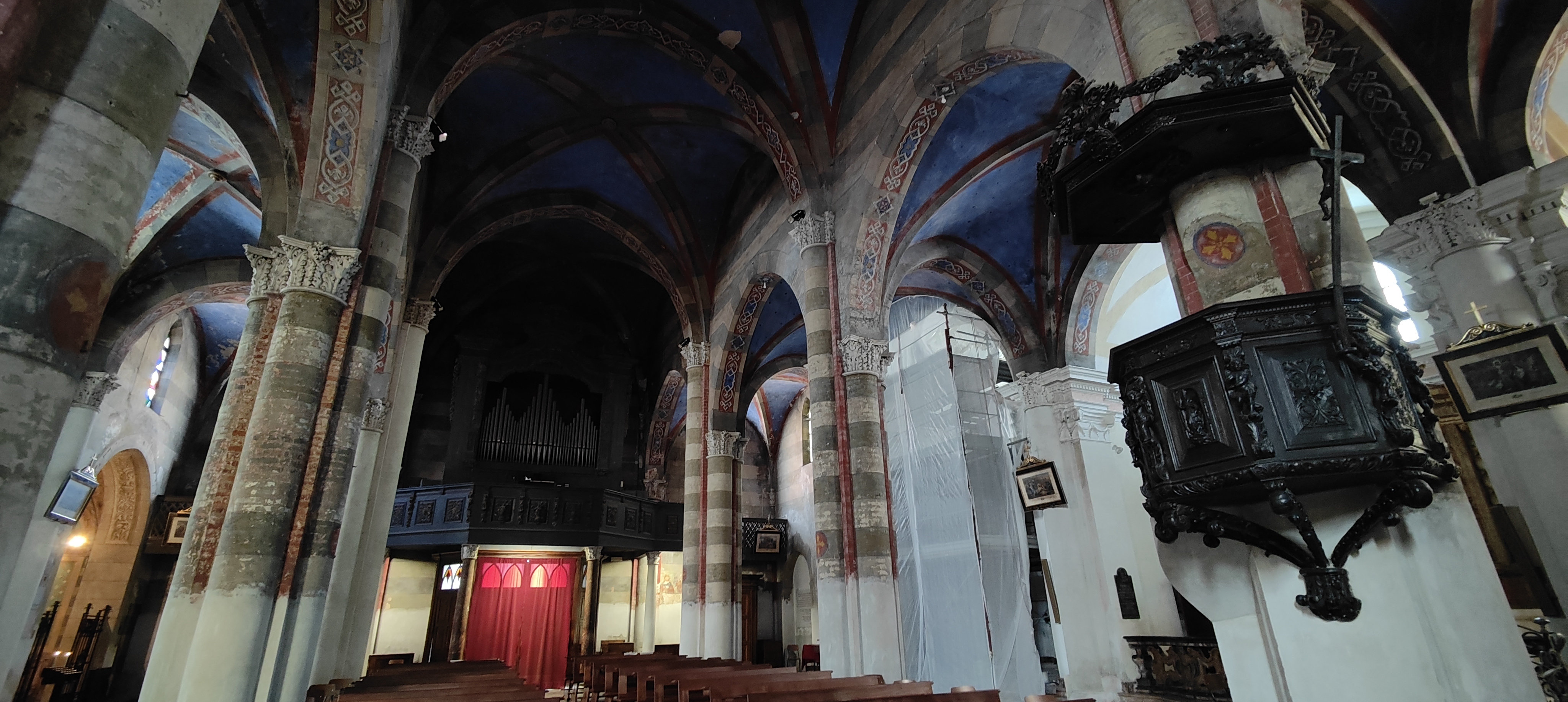
Interno visto dall'altare: il pulpito ligneo e in fondo, sopra l'ingresso, l'organo del 1881